# Full d'estil
Els fulls d'estil (style sheets) són conjunts d'instruccions, de vegades en forma de fitxer informàtic annex, que s'associen als fitxers de text pla i s'ocupen dels aspectes de format i de presentació dels continguts: tipus, font i grandària de lletres, justificació del text, colors i fons, etc. Els fulls d'estil permeten alliberar la composició del text dels aspectes visuals i afavoreixen que s'estructuri i anoti mitjançant codis que permeten un tractament més eficaç dels continguts. L'ús adequat dels fulls d'estil és un dels aspectes clau de l'edició digital.
Els fulls d'estil són una eina de gran utilitat dels programes de tractament de textos, com OpenOffice o Microsoft Word. Així mateix, constituïxen una part essencial dels llenguatges de marques per a l'edició digital: LaTeX, XML i XHTML. Dos llenguatges de fulls d'estil són CSS i XSL.